# Isparta
Isparta je město v Turecku, hlavní město stejnojmenné provincie, která spadá do Středomořského regionu. Nachází se 130 km severně od Antalye a 350 km jižně od Eskişehiru. Podle informací z roku 2009 zde žije 190 084 obyvatel.
Město je sídlem Süleyman Demirel Üniversitesi, jedné z největších veřejných vysokých škol v zemi. V současnosti zde získává vzdělání zhruba 39 tisíc studentů.